# Rauvan Inatilaev
Rauvan Inatilaev – kazachski judoka.
Uczestnik mistrzostw świata w 1999. Startował w Pucharze Świata w latach 1998-2000 i 2002. Brązowy medalista mistrzostw Azji w 2001 roku.